# Гоні Наор
Гоні Наор (івр. גוני נאור, нар. 23 квітня 1999) — ізраїльський футболіст, півзахисник клубу «Хапоель» (Єрусалим).
Виступав, зокрема, за клуб «Хапоель Катамон», а також національну збірну Ізраїлю.

## Клубна кар'єра
Народився 23 квітня 1999 року. Вихованець юнацьких команд футбольних клубів «Бейтар» (Єрусалим), «Маккабі» (Тель-Авів), «Хапоель Катамон».
У дорослому футболі дебютував 2018 року виступами за команду «Хапоель Катамон», у якій провів два сезони, взявши участь у 51 матчі чемпіонату. Більшість часу, проведеного у складі «Хапоель Катамон», був основним гравцем команди.
До складу клубу «Хапоель» (Єрусалим) приєднався 2020 року. Станом на 18 травня 2022 року відіграв за єрусалимську команду 54 матчі в національному чемпіонаті.

## Виступи за збірні
У 2018 році дебютував у складі юнацької збірної Ізраїлю (U-17), загалом на юнацькому рівні взяв участь у 6 іграх.
У 2022 році дебютував в офіційних матчах у складі національної збірної Ізраїлю.

## Статистика виступів

### Статистика клубних виступів
| Сезон             | Команда              | Чемпіонат         | Чемпіонат | Чемпіонат | Національний кубок | Національний кубок | Національний кубок | Континентальні кубки | Континентальні кубки | Континентальні кубки | Інші змагання | Інші змагання | Інші змагання | Усього | Усього | Усього |
| Сезон             | Команда              | Ліга              | Ігор      | Голів     | Ліга               | Ігор               | Голів              | Ліга                 | Ігор                 | Голів                | Ліга          | Ігор          | Голів         | Ігор   | Голів  |        |
| ----------------- | -------------------- | ----------------- | --------- | --------- | ------------------ | ------------------ | ------------------ | -------------------- | -------------------- | -------------------- | ------------- | ------------- | ------------- | ------ | ------ | ------ |
| 2017–18           | «Хапоель Катамон»    | LL                | 5         | 0         | КІ+КТ              | 1+0                | 0                  |                      | -                    | -                    |               | -             | -             | 6      | 0      |        |
| 2018–19           | «Хапоель Катамон»    | LL                | 13        | 0         | КІ+КТ              | 0                  | 0                  |                      | -                    | -                    |               | -             | -             | 13     | 0      |        |
| 2019–20           | «Хапоель Катамон»    | LL                | 33        | 2         | КІ+КТ              | 1+0                | 0                  |                      | -                    | -                    |               | -             | -             | 34     | 2      |        |
| 2020–21           | «Хапоель» (Єрусалим) | LL                | 28        | 2         | КІ+КТ              | 0                  | 0                  |                      | -                    | -                    |               | -             | -             | 28     | 2      |        |
| 2021–22           | «Хапоель» (Єрусалим) | ЧІ                | 26        | 1         | КІ+КТ              | 1+5                | 0+1                |                      | -                    | -                    |               | -             | -             | 32     | 2      |        |
| Усього за кар'єру | Усього за кар'єру    | Усього за кар'єру | 105       | 5         |                    | 8                  | 1                  |                      | -                    | -                    |               | -             | -             | 113    | 6      |        |

## Титули і досягнення
- Чемпіон Ізраїлю (1):

«Маккабі» (Хайфа): 2022–2023
- Володар Суперкубка Ізраїлю (1):

«Маккабі» (Хайфа): 2023